# Station La Haye-du-Puits
Station La Haye-du-Puits is een voormalig treinstation gelegen op het grondgebied van de gemeente La Haye-du-Puits, in het departement Manche in de regio Normandië. Het station lag aan de lijnen van Coutances naar Sottevast en Carentan naar Carteret.

## Ligging
Het station is gelegen op een hoogte van 36 meter boven zeeniveau en bevond zich op kilometerpunt (PK) 38,229 van de lijn van Coutances naar Sottevast, tussen de haltes van Angoville en Saint-Sauveur-de-Pierrepont. Het station vormde een knooppunt met de lijn van Carentan naar Carteret, en bevond zich daar op kilometerpunt 335,629, tussen de haltes Lithaire en Denneville.

## Geschiedenis
De eerste plannen voor het station La Haye-du-Puits werden ingediend bij de prefect van Manche op 18 augustus 1875, door de Compagnie Riche.
Het station werd een spoorknoop toen de Compagnie des chemins de fer de l'Ouest opdracht gaf tot de exploitatie van het trajectdeel La Haye-du-Puits tot Carteret van de lijn van Carentan naar Carteret.